# Facultad de Ciencias Económicas de la Universidad de El Salvador

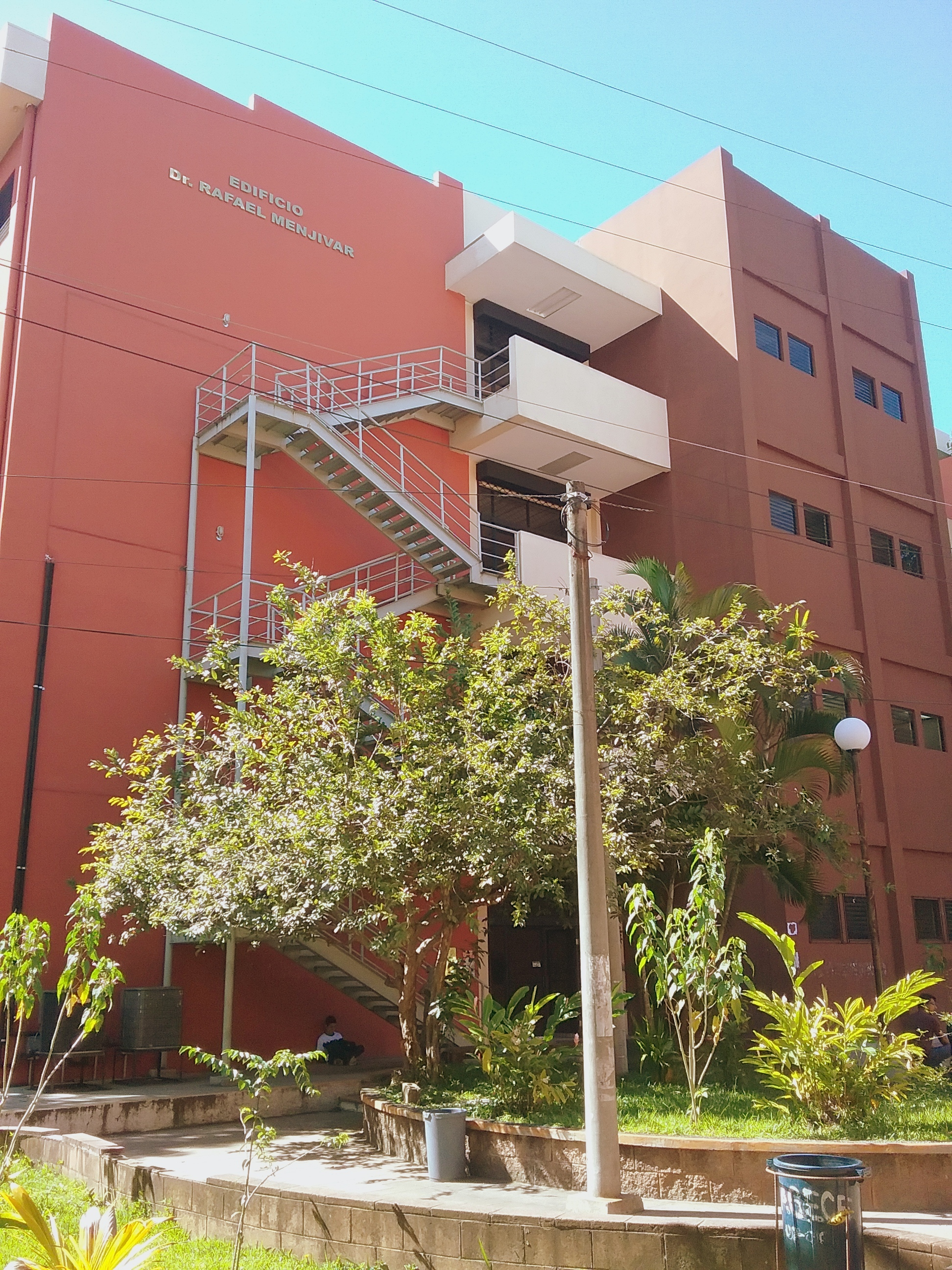
Edificio Dr. Rafael Menjívar.

La Facultad de Ciencias Económicas de la Universidad de El Salvador es una de las facultades más importantes de la institución de educación superior, con su sede en el campus central de la UES.

## Historia
La facultad fue fundada el 7 de febrero de 1946, y el 16 de mayo de ese mismo año fueron recibidos sus primeros alumnos, los cuales eran 182. Su primer decano fue el doctor David Rosales. En el mismo año de su fundación se empezaron a impartir las cátedras de Historia, Económica General, Elementos de Sociología y Filosofía, Nociones Generales de Derecho y Matemáticas Preparatorias (Álgebra). Este plan de estudios fue modificado el 21 de febrero de 1947. Pero en los años siguientes la facultad presenció una deserción gradual del número de estudiantes, llegando egresar solamente 11 personas en 1951. En 1957 es fundado el Instituto de Estudios Económicos, siendo clausurado en 1963. A finales de 1965 se termina la construcción del edificio destinado para albergar la facultad en el campus central de la UES.

## Oferta académica
La facultad está dividida en escuelas y unidades académicas que poseen la administración de las carreras y las materias impartidas. Las carreras ofrecidas son las siguientes:
Carreras de pregrado:
- Licenciatura en Economía
- Licenciatura en Administración de Empresas
- Licenciatura en Mercadeo Internacional
- Licenciatura en Contaduría Pública

Carreras de posgrados:
- Maestría en Consultoría Empresarial
- Maestría en Administración Financiera
- Maestría en Economía para el Desarrollo
- Maestría en Sistemas Integrados de Gestión de Calidad
- Maestría en Políticas Públicas
- Doctorado en Ciencias Económicas